# Covadonga Carrasco López
María Covadonga Carrasco López (Ribadeo, Lugo, 1965) es una arquitecta española.

## Trayectoria
María Covadonga Carrasco López obtuvo el título de arquitecta en 1993 en la Escuela Técnica Superior de Arquitectura de La Coruña. En 1994, fundó junto al arquitecto Juan Creus Andrade el estudio CREUSeCARRASCO arquitectos, conocido por su enfoque innovador en la integración de arquitectura contemporánea en entornos históricos y su compromiso con la sostenibilidad y el respeto al entorno. A través de sus proyectos, el estudio ha desarrollado una trayectoria en la que se destacan intervenciones en el patrimonio arquitectónico y natural de Galicia, utilizando materiales y técnicas que respetan la identidad de cada lugar.
Entre 1997 y 1998, Carrasco formó parte de la curaduría del "Aula de Rehabilitación del Casco Histórico" en Santiago de Compostela, iniciativa destinada a la conservación y rehabilitación del casco antiguo de la ciudad, declarado Patrimonio de la Humanidad por la UNESCO. Este trabajo se centró en diseñar estrategias de rehabilitación y conservación que respondieran a las necesidades contemporáneas de los ciudadanos y promovieran la sostenibilidad sin comprometer el valor histórico de los edificios.
Algunos de los proyectos más destacados de Carrasco incluyen la sede de la Fundación Luis Seoane en La Coruña, donde aplicó una estética moderna en armonía con el entorno patrimonial; la Lonja de Fisterra, un edificio funcional y adaptado a las demandas de la actividad pesquera local, y la renovación del Puerto de Malpica de Bergantiños, donde creó espacios de interacción y visibilidad pública en el área portuaria. Este último proyecto fue prefinalista de la XI Bienal Española de Arquitectura y Urbanismo, recibiendo una mención especial por su enfoque de integración paisajística.
Carrasco ha compartido su visión sobre la arquitectura y la rehabilitación en diversos foros y conferencias nacionales e internacionales. En 2012, participó en el pabellón español de la XIII Bienal de Arquitectura de Venecia, evento en el que el pabellón recibió el prestigioso León de Oro. Sus proyectos han sido exhibidos en numerosas exposiciones que destacan la importancia de una arquitectura que equilibre la innovación con la conservación del patrimonio.

## Obras destacadas
- Sede de la Fundación Luis Seoane (2003). Proyecto en La Coruña que combina modernidad y respeto por el patrimonio cultural en un espacio dedicado a la difusión de la obra de Luis Seoane y a actividades culturales.[3]

- Lonja de Fisterra. Diseño e implementación de una infraestructura pesquera adaptada a las necesidades de la actividad local, en un entorno costero de gran valor paisajístico.[4]

- Casa Mercedes, en Ciudad Jardín, La Coruña, España. Proyecto galardonado por su diseño en el XIV Premio COAG de Arquitectura, destacando su adaptación al entorno y su diseño innovador.[5]

- Puerto de Malpica de Bergantiños. Remodelación en colaboración con la Autoridad Portuaria, aprovechando y potenciando los espacios públicos del puerto mediante la inclusión de rampas, escaleras y miradores que integran la actividad pesquera con el paisaje y la vida urbana. Este proyecto fue prefinalista de la XI BEAU, obteniendo una mención por su enfoque de diseño y sostenibilidad.[6]

## Premios
Carrasco recibió el Premio Juana de Vega en 2006 por su diseño de una vivienda en Toba, Cee, que destaca por su adaptación al entorno y su respeto a la naturaleza, en particular a un roble autóctono.